# Vincenzo Maculani
Vincenzo Maculani (Fiorenzuola d'Arda, 11 settembre 1578 – Roma, 15 febbraio 1667) è stato un cardinale e arcivescovo cattolico italiano.

## Biografia
Il padre era un muratore e da giovane Gaspare (questo era il suo nome di battesimo) lo aiutò nella sua professione. Entrò nell'Ordine dei Frati Predicatori a Pavia nel 1594. Compì gli studi all'Università di Bologna e divenne lettore di teologia, geometria e architettura. Nel 1627 fu inquisitore a Padova, poi nello stesso anno e fino al 1629 a Genova.
Papa Urbano VIII lo chiamò a Roma e lo nominò procuratore generale del suo Ordine. Fu in seguito vicario del Maestro generale dei Domenicani, durante una visita in Francia del Maestro generale. Nel 1632 ebbe nella Curia Romana l'incarico di ufficiale del Sant'Uffizio, ed ebbe il compito di condurre il processo per eresia allo scienziato pisano Galileo Galilei. Gli interrogatori si svolsero nelle camere di fra Vincenzo al Palazzo dell'Inquisizione a Roma. Questa fu la prima fase del processo di Galileo. Maculani consegnò personalmente il rapporto del Primo esame a papa Urbano VIII e ai cardinali il 27 aprile 1633. Maculani presiedette anche il Terzo esame il 10 maggio 1633. Urbano VIII ordinò un quarto esame, per indagare sull'intento di Galileo nel pubblicare il suo Dialogo, e specificamente autorizzò Maculani a minacciare la tortura. Tuttavia, sebbene Maculani fosse generalmente freddo e indifferente, fu lui a decidere che Galileo fosse troppo vecchio e troppo malato per subire torture. Nel 1639 fu promosso Maestro del Sacro Palazzo.
Il 16 dicembre 1641 papa Urbano VIII lo creò cardinale. Il 10 febbraio dell'anno successivo ricevette il titolo di San Clemente.
Intanto, il 13 gennaio 1642 era stato eletto arcivescovo di Benevento e fu consacrato il 19 gennaio dello stesso anno. Rinunciò all'arcidiocesi prima del 18 maggio 1643.
Successivamente fu inviato a Malta per dirigere i lavori di fortificazione dell'isola. Anche a Roma diresse le opere di fortificazione di Forte Urbano e di Castel Sant'Angelo.
Partecipò ai conclavi del 1644 e del 1655, che elessero papa Innocenzo X e papa Alessandro VII.
Morì a Roma e fu sepolto nella basilica di Santa Sabina.

## Genealogia episcopale e successione apostolica
La genealogia episcopale è:
- Cardinale Guillaume d'Estouteville, O.S.B.Clun.
- Papa Sisto IV
- Papa Giulio II
- Cardinale Raffaele Riario
- Papa Leone X
- Papa Paolo III
- Cardinale Francesco Pisani
- Cardinale Alfonso Gesualdo
- Papa Clemente VIII
- Cardinale Pietro Aldobrandini
- Cardinale Laudivio Zacchia
- Cardinale Antonio Barberini, O.F.M.Cap.
- Cardinale Vincenzo Maculani, O.P.

La successione apostolica è:
- Vescovo Gerolamo Mascambruno (1642)
- Vescovo Francesco Agostino della Chiesa (1642)
- Arcivescovo Giovan Battista Foppa, C.O. (1643)
- Vescovo Agostino Candido (1645)
- Vescovo Savino Florian, O.F.M.Obs. (1647)
- Vescovo Angelo Mausoni (1659)